# Portogallo all'Eurovision Song Contest
Il Portogallo ha partecipato all'Eurovision Song Contest per la prima volta nel 1964.
È stato assente nel 1970, nel 2000 (per il 21º posto dell'anno prima che ha costretto il paese a un anno di pausa), nel 2002 (stesso motivo del 2000, ma quando l'EBU ha deciso di ripescarla tra i partecipanti passivi, ha rifiutato per problemi interni), nel 2013 e 2016 (motivazioni di ordine economico e difficoltà di RTP). Dall'introduzione delle due semifinali, ha centrato la finale dieci volte.
Il Portogallo ha vinto per la prima volta nel 2017 con la canzone Amar pelos dois cantata da Salvador Sobral, portando il suo paese alla vittoria dopo 53 anni dal suo debutto. RTP ha organizzato l'edizione 2018 alla Altice Arena di Lisbona.
Il rappresentante del Portogallo è stato quasi sempre scelto attraverso il Festival da Canção, che si svolge dal 1964. Uniche eccezioni sono state il 2004 (scelta attraverso un talent) e 2005 (scelta interna di RTP). Inoltre il paese iberico fino al 2021 ha sempre portato in gara la sua lingua, talvolta inframezzata da estratti di altri idiomi.
Il Paese detiene il record di punti realizzati in una singola edizione del concorso canoro, con un totale di 758 punti (382 dalla giuria e 376 dal televoto) realizzati nel 2017.

## Partecipazioni
- Primo posto
- Secondo posto
- Terzo posto
- Ultimo posto

| Anno                            | Artista                      | Canzone                           | Lingua                                  | Posizione           | Posizione           | Posizione           | Posizione           |
| Anno                            | Artista                      | Canzone                           | Lingua                                  | Finale              | Punti               | Semi                | Punti               |
| ------------------------------- | ---------------------------- | --------------------------------- | --------------------------------------- | ------------------- | ------------------- | ------------------- | ------------------- |
| 1964                            | António Calvário             | Oração                            | Portoghese                              | 13º                 | 0                   | Niente semifinali   | Niente semifinali   |
| 1965                            | Simone de Oliveira           | Sol de inverno                    | Portoghese                              | 13º                 | 1                   | Niente semifinali   | Niente semifinali   |
| 1966                            | Madalena Iglésias            | Ele e ela                         | Portoghese                              | 13º                 | 6                   | Niente semifinali   | Niente semifinali   |
| 1967                            | Eduardo Nascimento           | O vento mudou                     | Portoghese                              | 12º                 | 3                   | Niente semifinali   | Niente semifinali   |
| 1968                            | Carlos Mendes                | Verão                             | Portoghese                              | 11º                 | 5                   | Niente semifinali   | Niente semifinali   |
| 1969                            | Simone de Oliveira           | Desfolhada portuguesa             | Portoghese                              | 15º                 | 4                   | Niente semifinali   | Niente semifinali   |
| 1970                            | Sérgio Borges                | Onde vais rio que eu canto        | Portoghese                              | Ritirato            | Ritirato            | Niente semifinali   | Niente semifinali   |
| 1971                            | Tonicha                      | Menina do alto da serra           | Portoghese                              | 9º                  | 83                  | Niente semifinali   | Niente semifinali   |
| 1972                            | Carlos Mendes                | A festa da vida                   | Portoghese                              | 7º                  | 90                  | Niente semifinali   | Niente semifinali   |
| 1973                            | Fernando Tordo               | Tourada                           | Portoghese                              | 10º                 | 80                  | Niente semifinali   | Niente semifinali   |
| 1974                            | Paulo de Carvalho            | E depois do adeus                 | Portoghese                              | 14º                 | 3                   | Niente semifinali   | Niente semifinali   |
| 1975                            | Duarte Mendes                | Madrugada                         | Portoghese                              | 16º                 | 16                  | Niente semifinali   | Niente semifinali   |
| 1976                            | Carlos do Carmo              | Uma flor de verde pinho           | Portoghese                              | 12º                 | 24                  | Niente semifinali   | Niente semifinali   |
| 1977                            | Os Amigos                    | Portugal no coração               | Portoghese                              | 14º                 | 18                  | Niente semifinali   | Niente semifinali   |
| 1978                            | Gemini                       | Dai li dou                        | Portoghese                              | 17º                 | 5                   | Niente semifinali   | Niente semifinali   |
| 1979                            | Manuela Bravo                | Sobe, sobe, balão sobe            | Portoghese                              | 9º                  | 64                  | Niente semifinali   | Niente semifinali   |
| 1980                            | José Cid                     | Um grande, grande amor            | Portoghese                              | 7º                  | 71                  | Niente semifinali   | Niente semifinali   |
| 1981                            | Carlos Paião                 | Play-back                         | Portoghese                              | 18º                 | 9                   | Niente semifinali   | Niente semifinali   |
| 1982                            | Doce                         | Bem bom                           | Portoghese                              | 13º                 | 32                  | Niente semifinali   | Niente semifinali   |
| 1983                            | Armando Gama                 | Esta balada que te dou            | Portoghese                              | 13º                 | 33                  | Niente semifinali   | Niente semifinali   |
| 1984                            | Maria Guinot                 | Silêncio e tanta gente            | Portoghese                              | 11º                 | 38                  | Niente semifinali   | Niente semifinali   |
| 1985                            | Adelaide                     | Penso em ti, eu sei               | Portoghese                              | 18º                 | 9                   | Niente semifinali   | Niente semifinali   |
| 1986                            | Dora                         | Não sejas mau para mim            | Portoghese                              | 14º                 | 28                  | Niente semifinali   | Niente semifinali   |
| 1987                            | Nevada                       | Neste barco à vela                | Portoghese                              | 18º                 | 15                  | Niente semifinali   | Niente semifinali   |
| 1988                            | Dora                         | Voltarei                          | Portoghese                              | 18º                 | 5                   | Niente semifinali   | Niente semifinali   |
| 1989                            | Da Vinci                     | Conquistador                      | Portoghese                              | 16º                 | 39                  | Niente semifinali   | Niente semifinali   |
| 1990                            | Nucha                        | Há sempre alguém                  | Portoghese                              | 20º                 | 9                   | Niente semifinali   | Niente semifinali   |
| 1991                            | Dulce Pontes                 | Lusitana paixão                   | Portoghese                              | 8º                  | 62                  | Niente semifinali   | Niente semifinali   |
| 1992                            | Dina                         | Amor d'água fresca                | Portoghese                              | 17º                 | 26                  | Niente semifinali   | Niente semifinali   |
| 1993                            | Anabela                      | A cidade (até ser dia)            | Portoghese                              | 10º                 | 60                  | Niente semifinali   | Niente semifinali   |
| 1994                            | Sara Tavares                 | Chamar a música                   | Portoghese                              | 8º                  | 73                  | Niente semifinali   | Niente semifinali   |
| 1995                            | Tó Cruz                      | Baunilha e chocolate              | Portoghese                              | 21º                 | 5                   | Niente semifinali   | Niente semifinali   |
| 1996                            | Lúcia Moniz                  | O meu coração não tem cor         | Portoghese                              | 6º                  | 92                  | 18º                 | 32                  |
| 1997                            | Célia Lawson                 | Antes do adeus                    | Portoghese                              | 24º                 | 0                   | Niente semifinali   | Niente semifinali   |
| 1998                            | Alma Lusa                    | Se eu te pudesse abracar          | Portoghese                              | 12º                 | 36                  | Niente semifinali   | Niente semifinali   |
| 1999                            | Rui Bandeira                 | Como tudo começou                 | Portoghese                              | 21º                 | 12                  | Niente semifinali   | Niente semifinali   |
| Nessuna partecipazione nel 2000 |                              |                                   |                                         |                     |                     | Niente semifinali   | Niente semifinali   |
| 2001                            | MTM                          | Só sei ser feliz assim            | Portoghese                              | 17º                 | 18                  | Niente semifinali   | Niente semifinali   |
| Nessuna partecipazione nel 2002 |                              |                                   |                                         |                     |                     | Niente semifinali   | Niente semifinali   |
| 2003                            | Rita Guerra                  | Deixa-me sonhar (só mais uma vez) | Portoghese, inglese                     | 22º                 | 13                  | Niente semifinali   | Niente semifinali   |
| 2004                            | Sofia Vitória                | Foi magia                         | Portoghese                              | Non qualificato     | Non qualificato     | 15º                 | 38                  |
| 2005                            | 2B                           | Amar                              | Portoghese                              | Non qualificato     | Non qualificato     | 17⁰                 | 51                  |
| 2006                            | Nonstop                      | Coisas de nada                    | Portoghese, inglese                     | Non qualificato     | Non qualificato     | 19º                 | 26                  |
| 2007                            | Sabrina                      | Dança comigo                      | Portoghese, inglese, spagnolo, francese | Non qualificato     | Non qualificato     | 11º                 | 88                  |
| 2008                            | Vânia Fernandes              | Senhora do mar (Negras águas)     | Portoghese                              | 13º                 | 69                  | 2º                  | 120                 |
| 2009                            | Flor-de-Lis                  | Todas as ruas do amor             | Portoghese                              | 15º                 | 57                  | 8º                  | 70                  |
| 2010                            | Filipa Azevedo               | Há dias assim                     | Portoghese                              | 18º                 | 43                  | 4º                  | 89                  |
| 2011                            | Homens da Luta               | A luta é alegria                  | Portoghese                              | Non qualificato     | Non qualificato     | 18º                 | 22                  |
| 2012                            | Filipa Sousa                 | Vida minha                        | Portoghese                              | Non qualificato     | Non qualificato     | 13º                 | 39                  |
| Nessuna partecipazione nel 2013 |                              |                                   |                                         |                     |                     |                     |                     |
| 2014                            | Suzy                         | Quero ser tua                     | Portoghese                              | Non qualificato     | Non qualificato     | 11º                 | 39                  |
| 2015                            | Leonor Andrade               | Há um mar que nos separa          | Portoghese                              | Non qualificato     | Non qualificato     | 14º                 | 19                  |
| Nessuna partecipazione nel 2016 |                              |                                   |                                         |                     |                     |                     |                     |
| 2017                            | Salvador Sobral              | Amar pelos dois                   | Portoghese                              | 1º                  | 758                 | 1º                  | 370                 |
| 2018                            | Cláudia Pascoal feat. Isaura | O jardim                          | Portoghese                              | 26º                 | 39                  | Paese ospitante     | Paese ospitante     |
| 2019                            | Conan Osíris                 | Telemóveis                        | Portoghese                              | Non qualificato     | Non qualificato     | 15º                 | 51                  |
| 2020                            | Elisa                        | Medo de sentir                    | Portoghese                              | Edizione cancellata | Edizione cancellata | Edizione cancellata | Edizione cancellata |
| 2021                            | The Black Mamba              | Love Is on My Side                | Inglese                                 | 12º                 | 153                 | 4º                  | 239                 |
| 2022                            | Maro                         | Saudade, saudade                  | Inglese, portoghese                     | 9º                  | 207                 | 4º                  | 208                 |
| 2023                            | Mimicat                      | Ai coração                        | Portoghese                              | 23º                 | 59                  | 9º                  | 74                  |
| 2024                            | Iolanda                      | Grito                             | Portoghese                              | 10º                 | 152                 | 8º                  | 58                  |
| 2025                            | Napa                         | Deslocado                         | Portoghese                              | 21º                 | 50                  | 9º                  | 56                  |

Note:
- Se un paese vince l'edizione precedente, non deve competere nelle semifinali nell'edizione successiva.

## Statistiche di voto
Fino al 2025, le statistiche di voto del Portogallo sono:
| # | Stato       | Punti |
| - | ----------- | ----- |
| 1 | Italia      | 266   |
| 2 | Spagna      | 265   |
| 3 | Regno Unito | 198   |
| 4 | Germania    | 187   |
| 5 | Francia     | 177   |

| # | Stato       | Punti |
| - | ----------- | ----- |
| 1 | Francia     | 243   |
| 2 | Spagna      | 201   |
| 3 | Svizzera    | 167   |
| 4 | Paesi Bassi | 127   |
| 5 | Lussemburgo | 87    |

| # | Stato       | Punti |
| - | ----------- | ----- |
| 1 | Italia      | 266   |
| 2 | Spagna      | 265   |
| 3 | Svezia      | 250   |
| 4 | Ucraina     | 238   |
| 5 | Regno Unito | 198   |

| # | Stato       | Punti |
| - | ----------- | ----- |
| 1 | Francia     | 363   |
| 2 | Spagna      | 313   |
| 3 | Svizzera    | 289   |
| 4 | Paesi Bassi | 165   |
| 5 | Islanda     | 162   |

## Altri premi ricevuti

### Marcel Bezençon Award
I Marcel Bezençon Awards sono stati assegnati per la prima volta durante l'Eurovision Song Contest 2002 a Tallinn, in Estonia, in onore delle migliori canzoni in competizione nella finale. Fondato da Christer Björkman (rappresentante della Svezia nell'Eurovision Song Contest del 1992 e capo della delegazione per la Svezia fino al 2021) e Richard Herrey (membro del gruppo Herreys e vincitore dalla Svezia nell'Eurovision Song Contest 1984), i premi prendono il nome del creatore del concorso, Marcel Bezençon.
I premi sono suddivisi in 3 categorie:
- Press Award: Per la miglior voce che viene votata dalla stampa durante l'evento.
- Artistic Award: Per il miglior artista, votato fino al 2009 dai vincitori delle scorse edizioni. A partire dal 2010 viene votato dai commentatori.
- Composer Award: Per la miglior composizione musicale che viene votata da una giuria di compositori.

| Anno | Categoria      | Artista         | Canzone                       | Compositore                 |
| ---- | -------------- | --------------- | ----------------------------- | --------------------------- |
| 2008 | Press Award    | Vânia Fernandes | Senhora do Mar (Negras águas) | Andrej Babić, Carlos Coelho |
| 2017 | Artistic Award | Salvador Sobral | Amar pelos dois               | Luísa Sobral                |
| 2017 | Composer Award | Salvador Sobral | Amar pelos dois               | Luísa Sobral                |

### Barbara Dex Award
Il Barbara Dex Award è un riconoscimento non ufficiale con il quale viene premiato l'artista peggio vestito all'Eurovision Song Contest. Prende il nome dall'omonima artista belga che nell'edizione del 1993 si è presentata con un abito che lei stessa aveva confezionato e che aveva attirato l'attenzione negativa dei commentatori e del pubblico.
| Anno | Categoria         | Artista      | Canzone        | Compositore                         |
| ---- | ----------------- | ------------ | -------------- | ----------------------------------- |
| 2006 | Barbara Dex Award | Nonstop      | Coisas de nada | José Manuel Afonso, Elvis Veiguinha |
| 2019 | Barbara Dex Award | Conan Osíris | Telemóveis     | Conan Osíris                        |

## Città ospitanti
| Anno | Città   | Luogo        | Presentatori                                                      |
| ---- | ------- | ------------ | ----------------------------------------------------------------- |
| 2018 | Lisbona | Altice Arena | Filomena Cautela, Sílvia Alberto, Daniela Ruah e Catarina Furtado |